# Une locataire si discrète
 (novembre 2024).
The Quiet Tenant
Une locataire si discrète (titre original en anglais : The Quiet Tenant) est un roman d'horreur et à suspense écrit par Clémence Michallon et paru en 2023. Il est d'abord publié aux États-Unis chez Knopf, sous le titre The Quiet Tenant, où il se vend à plus de 170 000 exemplaires. Il est également publié au Royaume-Uni chez Abacus, puis traduit en français et publié en octobre 2024 chez Fayard.

## Résumé
Le livre — un thriller psychologique — retrace le parcours d'un tueur en série nommé Aidan Thomas, vu alternativement à travers les yeux des femmes qu'il côtoie dans sa vie : sa fille Cecilia, âgée de 13 ans, sa nouvelle compagne et Rachel, la femme qu'il a kidnappée,.
Aidan Thomas est un père de famille en apparence tout à fait normal, il s'entend bien avec les habitants de son quartier. Mais il cache un secret : il a déjà tué huit femmes. Il a d'ailleurs séquestré une neuvième femme, Rachel, dans un abri au fond de son jardin, pendant plus de cinq ans, et l'a désignée comme la suivante à mourir. En attendant d'être tuée, Rachel doit subir les viols et les violences d'Aidan. 
Lorsque la femme d'Aidan meurt et qu'il doit déménager avec sa fille, Rachel pense que sa mort est proche, à moins qu'elle parvienne à persuader Aidan de l'emmener avec elle. Celui-ci se laisse convaincre, espérant qu'après cinq ans de captivité, elle soit suffisamment effrayée et embrigadée pour ne pas chercher à s'enfuir. Il la présente à sa fille Cecilia comme une « amie de la famille » cherchant juste un toit pour dormir et l'installe, toujours captive la majorité du temps, dans une chambre de la maison en attendant leur départ. Elle n'essaie pas de fuir lorsqu'elle en a la possibilité, convaincue qu'Aidan a la capacité de tout savoir et de la surveiller en permanence, et que toute fuite ne lui causera que plus de mal. Mais Rachel n'a pas l'intention de se laisser faire et se raccroche à Cecilia pour s'en sortir. Lorsqu'Emily, la gérante d'un restaurant à proximité de leur nouveau domicile, tombe amoureuse d'Aidan, elle se rapproche également de Rachel et Cecilia et passe près de découvrir le secret que cache le tueur en série,.

## Accueil
The Quiet Tenant est publié aux États-Unis chez Knopf au printemps 2023, ainsi qu'en parallèle au Royaume-Uni chez Abacus. Il est ensuite traduit en français et paraît chez Fayard le 16 octobre 2024. Les droits de diffusion sont achetés par différentes maisons d'édition dans plus de 30 langues.
Aux États-Unis, le roman connaît le succès, se vendant à plus de 170 000 exemplaires dans le pays. Le New York Times livre une critique très positive de l'ouvrage, le décrivant comme un « thriller psychologique au rythme expert ». Il conclut en écrivant que « Entre des mains moins compétentes, autant de points de vue auraient pu paraître désordonnés et déroutants ; mais Michallon utilise habilement cette structure pour créer un élan vers un point culminant, lorsque les trois intrigues convergent ».

## Adaptation
En juin 2023, peu après la sortie du livre, Deadline.com révèle que les droits du livre ont été achetés en vue d'une adaptation en série télévisée. C'est la société Blumhouse TV, spécialisée dans les productions d'horreur ou à suspense, qui est à l'origine du rachat. L'autrice, Clémence Michallon, doit également officier comme productrice exécutive. Elle trouve un accord pour la production avec Jason Blum, producteur et créateur de Blumhouse.
En septembre 2024, Deadline écrit qu'Anthony E. Zuiker a été choisi comme scénariste, producteur exécutif et show runner de la série télévisée désormais en production. Jason Blum se décrit comme « un grand fan du style cinématographique d’Anthony et de son approche de la narration à la télévision ». La société Secret Menu, lancée en décembre 2023 par Charlize Theron, Dawn Olmstead, Beth Kono et AJ Dix, est également associée au projet.